# Château du Mazeau (Haute-Vienne)
Pour les articles homonymes, voir Château du Mazeau.
Le château du Mazeau est une demeure du XVIe siècle située à Rempnat sur le plateau de Millevaches en Nouvelle-Aquitaine. Le château est une propriété privée qui appartient à une SCI.

## Histoire
Le château du Mazeau se situe à peine à un kilomètre à l'est du bourg de Rempnat. Il fut bâti au XVIe siècle. Son architecture est typique des maisons fortes de la Renaissance. Il était autrefois entouré d'un fossé et de jardins aujourd'hui disparus. Il reste aux alentours quelques dépendances dont un grand four à pain qui devait également servir de pigeonnier. Le château en lui-même se présente sous la forme d'un grand manoir, doté de petites tourelles d'angle, de décors en forme de coquilles Saint-Jacques surmontant la porte et les fenêtres au-dessus. Le toit, unique en son genre, possède une grande charpente en forme de bateau renversé. Autrefois, un riche mobilier du XVIe siècle était présent, mais il fut brûlé par des troupes allemandes pendant la Seconde Guerre mondiale.
En face se trouve la colline du puy de Murat, située sur la commune de Tarnac, où fut bâti un château médiéval dont il ne reste quasiment aucune trace. Ce château, ayant appartenu aux vicomtes de Comborn, aurait été détruit pendant la guerre de Cent Ans, et ses pierres ont probablement servi de matériau pour la construction du château du Mazeau.
Le château fait l’objet d’un classement au titre des monuments historiques depuis le 21 février 1983 alors que le colombier et le réseau hydraulique sont inscrits depuis le 9 novembre 2010.